# 채널A 뉴스&스포츠
채널A 뉴스&스포츠는 대한민국에서 월~목 밤 12시부터 밤 12시 20분까지 텔레비전으로 방송되었던 채널A의 마감뉴스 겸 스포츠뉴스 프로그램이다.